# Louis Ngwat-Mahop
Louis Clément Ngwat-Mahop (*Yaundé, Camerún, 16 de septiembre de 1987) es un exfutbolista y entrenador camerunés. Jugaba de delantero y su primer equipo fue el Dragon Club de Yaounde de Camerún. Actualmente rs segundo entrenador del SC Rheindorf Altach de Austria.
En sus inicios, llegó a jugar un partido de 1. Bundesliga con el Bayern de Múnich.

## Trayectoria

### Clubes

#### Jugador
| Club                   | País     | Año       |
| ---------------------- | -------- | --------- |
| Dragon Club de Yaounde | Camerún  | 2006      |
| Bayern Múnich II       | Alemania | 2006-2007 |
| Red Bull Salzburg      | Austria  | 2007-2010 |
| Iraklis FC             | Grecia   | 2010-2011 |
| Karlsruher SC          | Alemania | 2011-2012 |
| SC Rheindorf Altach    | Austria  | 2012-2020 |

#### Entrenador
| Club                                 | País    | Año           |
| ------------------------------------ | ------- | ------------- |
| SC Rheindorf Altach (2.º entrenador) | Austria | 2020-presente |

## Controversia por su pasaporte falsificado
En el verano de 2007 se conoció que el jugador tenía un pasaporte francés falsificado, lo que derivó en su salida del Bayern Múnich II.